# Pontia
Pontia is een geslacht van vlinders uit de familie van de witjes (Pieridae).
De wetenschappelijke naam werd gepubliceerd in 1807 door Fabricius.

## Soorten
Pontia omvat de volgende soorten:
- Pontia beckerii (Edwards, W, 1871)
- Pontia callidice (Hübner, 1800)
- Pontia chloridice (Hübner, 1813)
- Pontia daplidice (Linnaeus, 1758)
- Pontia davidis (Oberthür, 1876)
- Pontia distorta (Butler, 1886)
- Pontia dubernardi (Oberthür, 1884)
- Pontia edusa (Fabricius, 1777)
- Pontia extensa (Poujade, 1888)
- Pontia glauconome Klug, 1829
- Pontia glauce Freyer
- Pontia helice (Linnaeus, 1764)
- Pontia kozlovi (Alphéraky, 1897)
- Pontia occidentalis (Reakirt, 1866)
- Pontia protodice (Boisduval & Le Conte, 1830)
- Pontia sherpae Epstein, 1979
- Pontia sisymbrii (Boisduval, 1852)
- Pontia stoetzneri (Draeseke, 1924)
- Pontia venata (Leech, 1891)